# Parafia Świętych Apostołów Piotra i Pawła w Grodzisku
Parafia Świętych Apostołów Piotra i Pawła w Grodzisku – parafia rzymskokatolicka, znajdująca się w archidiecezji częstochowskiej, w dekanacie Kłobuck, erygowana w 2001 roku.